# Juan Carlos Loustau
Juan Carlos Loustau (Temperley, 13 luglio 1947) è un ex arbitro di calcio argentino.

## Carriera
Di professione agente di commercio, è stato uno dei più importanti arbitri sudamericani tra la fine degli anni Ottanta e l'inizio degli anni Novanta, come testimoniato dal fatto che per ben due volte (1989 e 1992) è risultato il miglior arbitro dell'America Latina secondo l'annuale classifica stilata dall'IFFHS (e piazzandosi addirittura al secondo posto assoluto nel 1992, dietro soltanto al tedesco Aron Schmidhuber).
Debuttante nella Primera Division argentina nel 1979, già nel 1981 viene promosso direttore di gara internazionale.
Il primo palconscenico di livello all'estero viene calcato in occasione della Copa América del 1983, di cui dirige la semifinale Brasile-Paraguay; nell'ambito di questa stessa manifestazione, lo si vede all'opera anche nelle edizioni del 1989 e del 1991, quando gli tocca la partita decisiva del girone finale tra Brasile e Cile.
Impegnato anche nei vari tornei giovanili della FIFA, partecipa per due volte al Campionato mondiale di calcio Under-20: nel 1987, in Cile, dove arbitra la finalissima tra Jugoslavia e Germania Ovest, e nel 1989 in Arabia Saudita.
Nel 1988 è invece protagonista al torneo calcistico delle Olimpiadi di Seoul, in occasione in particolare della finale per la medaglia di bronzo tra Italia e Germania Ovest.
Finalmente, nel 1990, vive l'esperienza più esaltante: ai Mondiali di calcio in Italia, oltre alle gare Costa Rica-Scozia e Belgio-Spagna, gli viene assegnato l'atteso ottavo di finale tra Germania Ovest e Olanda: durante l'incontro il fischietto argentino espelle Rudi Voeller e l'olandese Frank Rijkaard (il primo per un fallo provocatorio, il secondo per aver sputato verso l'avversario, come le televisioni di tutto il mondo documentarono).
Nello stesso anno viene designato anche per la finale di Copa Libertadores Club Olimpia-Barcelona Sporting Club.
Nel 1992 raggiunge l'apice della carriera con la direzione della finale di Coppa Intercontinentale a Tokyo tra Barcellona e San Paolo.
L'attività internazionale viene interrotta nel 1993 per raggiunti limiti d'età, mentre in campo nazionale avrebbe continuato ad arbitrare fino al 1994.
Nel 1996 la FIFA gli conferisce il prestigioso FIFA Special Award..
Attualmente, nella Primera Division argentina arbitra abitualmente il figlio di Juan Carlos, Patricio Loustau.